# Danh sách phần mềm máy chủ FTP

## Đồ họa
| Tên                                     | Giấy phép                             | Nền tảng                                                                      | Chi tiết |
| --------------------------------------- | ------------------------------------- | ----------------------------------------------------------------------------- | --- |
| ALFTP                                   | phần mềm có sở hữu, phần mềm dùng thử | chỉ chạy trên hệ điều hành Windows                                            | Máy chủ FTP cá nhân |
| Cerberus FTP Server                     | có sở hữu, phần mềm thương mại        | chỉ chạy trên Windows                                                         | FTP, FTPS, SFTP, HTTPS web client, IPv6, API dịch vụ web dựa trên SOAP, chứng thực Windows Active Directory / LDAP, quản trị từ xa HTTP / HTTPS, chứng thực khóa công cộng và chứng nhận khách hàng |
| Complete FTP Server                     | có sở hữu, phần mềm dùng thử          | chỉ chạy trên Windows                                                         | FTP, FTPS, SFTP, SCP, HTTP, HTTPS, chứng thực Windows Active Directory, chứng thực SQL, nhóm, tập tin hệ thống ảo, sự kiện quá trình/e-mail, chuyển đổi giao thức cho các máy chủ back-end, SSH đường hầm, chia sẻ tập tin (thông qua ứng dụng client), lưu trữ ứng dụng web thông qua Javascript phía máy chủ, quản trị từ xa, khóa công cộng và xác thực chứng chỉ khách hàng, API Plugin (.NET), failover, cân bằng tải |
| CrushFTP Server                         | có sở hữu, phần mềm dùng thử          | Mac OS X, Windows (tất cả các phiên bản), Linux (tất cả), *BSD, Solaris, IBM. | FTP, FTPS, SFTP, SCP, HTTP, HTTPS, WebDAV(SSL), AS2, AS3, Plugin API, Chứng thực Active Directory / LDAP, Chứng thực RADIUS, chứng thực SQL, quản trị giao diện người dùng Web, Nhóm, Thừa kế lớp, Sự kiện / Cảnh báo, Chuyển đổi giao thức (chuyển đổi các giao thức đầu vào FTP/FTPS/SFTP/HTTP(s) sang một giao thức máy chủ FTP/SFTP/HTTP(s) đầu cuối.), SSH Tunneling, HTTP(S) Tunneling, CrushTask, chứng thực giấy chứng nhận của khách hàng, chia sẻ tập tin ad-hoc, tìm kiếm từ khó, mã hóa/ giải mã PGP in stream, tăng tốc băng thông (CrushTunnel), duyệt file và đồng bộ hóa, chế độ máy chủ DMZ front end có thể nhóm với cân bằng tải, bảo vệ DDOS, IP ảo độ sẵn sàng cao, và nhân rộng sesion HTTp, lên lịch công việc cũng như và giám sát. |
| FileZilla Server                        | mã nguồn mở, phần mềm tự do           | Windows Vista, 7, 8 and 8.1                                                   | FTP, FTPS, hỗ trợ autoban (tự động cấm truy cập), speedlimits (hạn chế tốc độ), IP Filter (Bộ lọc IP), Nhóm, Chia sẻ thư mục, nén, |
| GuildFTP Server                         | mã nguồn mở, phần mềm tự do           | chỉ chạy trên Windows                                                         | FTP, hỗ trợ?? |
| LogicalDOC                              | có sở hữu, mã nguồn mở                | Mac OS X, Windows, Linux, *BSD, Solaris,.v.v.                                 | FTP, SFTP, HTTP, HTTPS, WebDAV và WebDAV thông qua SSL, Plugin API, xác thực Windows Active Directory / LDAP, xác thực SQL, quản trị Web UI, Sự kiện / Cảnh báo, kiểm duyệt file và đồng bộ hóa. |
| Microsoft Internet Information Services | có sở hữu                             | chỉ chạy trên Windows                                                         | FTP, FTPS, WebDAV và WebDAV thông qua SSL (FTPS được hỗ trợ trong IIS 7 và các phiên bản sau này) |
| NASLite                                 | có sở hữu                             | chạy trên Linux                                                               | máy chủ FTP/NAS |
| Sysax Multi Server                      | có sở hữu, Free Personal Edition      | Windows (Tất cả các phiên bản)                                                | Secure FTP Server cũng hỗ trợ Secure Shell Access và trình duyệt Web dựa trên truyền tải tập tin an toàn. Các giao thức được hỗ trợ bao gồm FTP, FTPS, SFTP, HTTP, HTTPS, Telnet, và Secure Shell. Các tính năng bao gồm quản trị giao diện người dùng web, kích hoạt sự kiện máy chủ và scripting, và xác thực bằng cách sử dụng Windows, ODBC, hoặc Active Directory. Chứng nhận cho Windows Vista. |
| War FTP Daemon                          | mã nguồn mở, phần mềm tự do           | Windows 9X/2000/XP/2003                                                       | Một trong các máy chủ FTP đầu tiên được viết cho nền tảng Windos và vẫn còn dùng đến bây giờ. |
| WS FTP Server                           | có sở hữu                             | chỉ chạy trên Windows: XP or later                                            | WS_FTP viết tắt cho cụm từ WinSock File Transfer Protocol (Giao thức truyền nhận file WinSock). Nó được phát triển và xử lý bởi Ipswitch, họ đưa ra 3 mức giá khác nhau: một máy chủ FTP, một máy chủ SFTP, và phiên bản đầy đủ dành cho doanh nghiệp cộng thêm chức năng mã hóa và SCP2. |

## Dựa trên giao diện điều khiển/terminal (giao diện tập lệnh)
| Tên                             | Giấy phép mở       | Nền tảng                                                    | Chi tiết |
| ------------------------------- | ------------------ | ----------------------------------------------------------- | --- |
| CrushFTP Server                 | Không, proprietary | Mac OS X, Windows, Linux, *BSD, Solaris, etc.               | FTP, FTPS, SFTP, SCP, HTTP, HTTPS, WebDAV và WebDAV thông qua SSL, AS2, AS3, Plugin API, chứng thực Windows Active Directory / LDAP, chứng thực SQL, quản trị từ xa giao diện người dùng đồ họa, sự kiện/ cảnh báo, chuyển đổi giao thức ((chuyển đổi các giao thức đầu vào FTP/FTPS/SFTP/HTTP(s) sang một giao thức máy chủ FTP/SFTP/HTTP(s) đầu cuối.), SSH Tunneling, HTTP(S) Tunneling, CrushTask, Headless Một máy giao diện người dùng tách biệt có thể kết nối và điều khiển máy chủ, hoặc bạn cũng có thể chỉnh sửa các tập tin XML một cách trực tiếp.) |
| glFTPd                          | Không, proprietary | Linux, BSD, Mac OS X                                        | Người sử dụng ảo và các nhóm, các đường dẫn riêng, điều tiết băng thông, hỗ trợ tỉ lệ tải lên / tải xuống, tính toán CRC của file được tải lên, hỗ trợ kịch bản hầu như tất cả các lệnh và toán tử, quản lý người dùng trực tuyến, tích hợp số liệu thống kê trang web có thể xem được bằng cách sử dụng lệnh, hỗ trợ FTPS và ACL. Hỗ trợ FXP. |
| GoAnywhere Services             | Không, proprietary | Linux, BSD, Unix, AIX, i5/OS, HP-UX                         | Truyền file cấp độ doanh nghiệp với cổng thông tin Web và khả năng kích hoạt file. |
| ProFTPD                         | Có, GPL            | Unix-like (Linux, BSD, Mac OS X,.v.v.), Windows bằng Cygwin | Rất nhiều chức năng và là FTP daemon phổ biến cho các nền tảng dựa trên kiến trúc Unix. Nhiều Giao diện người dùng đồ họa (GUIs) của bên thứ ba có thể sử dụng. SFTP với một module. |
| Pure-FTPd                       | Có, BSD License    | Linux, BSD, Mac OS X,.v.v.                                  | Hỗ trợ FXP. |
| vsftpd (Very Secure FTP Daemon) | Có, GPLv2          | Linux, BSD,.v.v.                                            | FTP, FTPS, FTPES. Người dùng nặc danh có thể bị buộc phải sử dụng FTPES. Phê chuẩn tùy chọn của chứng nhận khách hàng có thể được cấu hình. Các quyền truy cập của người sử dụng có thể được kiểm soát bằng các danh sách từ chối và cho phép. Máy chủ có thể được cấu hình để tạo ra các bản ghi hoạt động chi tiết - định dạng bản ghi có thể rườm rà hoặc tương thích với định dạng wu-ftpd. vsftpd là FTP daemon mặc định trong Ubuntu, CentOS, Fedora, Slackware (cùng với ProFTPD), NimbleX và RHEL. Những hệ điều hành khác như Debian yêu cầu một cài đặt bổ sung. Mô hình cấp phép của vsftpd là GPLv2 với trường hợp ngoại lệ cho phép liên kết với thư viện OpenSSL. |
| wu-ftpd                         | Không, proprietary | Linux, BSD, Solaris, Mac OS X.v.v.                          | Dường như trang web chính ẩn, nhưng tiếp tục phát triển trong các serie CC mới hơn |

## Thư viện
| Tên       | Giấy phép     | Ngôn ngữ | Nền tảng         | Chi tiết |  |
| --------- | ------------- | -------- | ---------------- | --- |  |
| pyftpdlib | Giấy phép MIT | Python   | Nền tảng độc lập | Một thư viện có khả năng di động cao, dễ dàng ghi không đồng bộ với các máy chủ FTP với Python. Hiện tại nó là máy chủ RFC - 959 hoàn thiện nhất hỗ trợ sẵn cho Python. |  |

## Bảng tóm tắt
|                      |                                   | ALFTP     | Cerberus  | Complete  | CrushFTP  | FileZilla  | IIS       | Multi Server | ProFTPD   | WS FTP    |
| -------------------- | --------------------------------- | --------- | --------- | --------- | --------- | ---------- | --------- | ------------ | --------- | --------- |
|                      | License type                      | có sở hữu | có sở hữu | có sở hữu | có sở hữu | FLOSS/GPL2 | có sở hữu | có sở hữu    | FLOSS/GPL | có sở hữu |
| Hệ điều hành         | Linux                             | Không     | Không     | Không     | Có        | Không      | Không     | Không        | Có        | Không     |
| Hệ điều hành         | Mac OS X                          | Không     | Không     | Không     | Có        | Không      | Không     | Không        | Có        | Không     |
| Hệ điều hành         | Unix                              | Không     | Không     | ?         | Có        | Không      | Không     | Không        | Có        | Không     |
| Hệ điều hành         | IBM i/OS                          | Không     | Không     | ?         | Có        | Không      | Không     | Không        | Không     | Không     |
| Hệ điều hành         | Windows                           | Có        | Có        | Có        | Có        | Có         | Có        | Có           | Có        | Có        |
| Giao diện người dùng | CLI                               | ?         | ?         | ?         | Có        | ?          | ?         | ?            | Có        | ?         |
| Giao diện người dùng | tích hợp GUI                      | ?         | Có        | ?         | Có        | Có         | Có        | ?            | Không     | Có        |
| Giao diện người dùng | GUI(s) separately                 | ?         | ?         | ?         | Có        | ?          | ?         | ?            | Có        | ?         |
| Services             | FTP                               | Có        | Có        | Có        | Có        | Có         | Có        | Có           | Có        | Có        |
| Services             | SFTP                              | Có        | Có        | Có        | Có        | Không      | Không     | Có           | Có        | Có        |
| Services             | FTPS                              | ?         | Có        | Có        | Có        | Có         | Có        | Có           | Có        | Có        |
| Services             | SCP                               | ?         | Không     | Có        | Có        | Không      | Không     | Có           | ?         | Có        |
| Services             | WebDAV                            | ?         | Không     | Không     | Có        | Không      | Có        | Không        | ?         | Không     |
| Services             | HTTP/HTTPS                        | ?         | Có        | Có        | Có        | Không      | Có        | Có           | ?         | Có        |
| Services             | AS2                               | Không     | Không     | Không     | Có        | Không      | Không     | Không        | ?         | Không     |
| Xác thực             | LDAP                              | ?         | Có        | Có        | Có        | Không      | Không     | Không        | Có        | Có        |
| Xác thực             | Active Directory                  | ?         | Có        | Có        | Có        | Không      | Có        | Có           | ?         | Có        |
| Xác thực             | Local                             | Có        | Có        | Có        | Có        | Có         | Có        | Có           | Có        | Có        |
| Xác thực             | Database                          | ?         | Không     | Có        | Có        | Không      | Không     | Có           | Có        | Có        |
| High Availability    | Failover Cluster (active/passive) | Không     | Có        | Không     | Có        | Không      | Có        | Không        | ?         | Có        |
| High Availability    | Load Balancing (active/active)    | Không     | Có        | ?         | Có        | Không      | Có        | ?            | ?         | Có        |